# Neuguinea-Flachkopfbeutelmaus
Die Neuguinea-Flachkopfbeutelmaus (Planigale novaeguineae) ist ein sehr kleiner Vertreter aus der Familie der Raubbeutler. Sie kommt in zwei geografisch voneinander getrennten Gebieten im Süden von Neuguinea vor. Das eine umfasst den Süden der Western Province von Papua-Neuguinea und die im Westen angrenzenden Gebiete des indonesischen Westneuguinea, das andere liegt im zentralen Süden der Central Province etwas westlich der Hauptstadt Port Moresby.

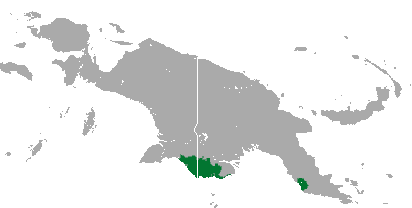
Verbreitungskarte der Neuguinea-Flachkopf-Beutelmaus

## Merkmale
Die Körpermaße wurden bisher nur von einem einzelnen Männchen genommen. Es hatte eine Kopf-Rumpf-Länge von 7,9 cm, einen 8 cm langen Schwanz und wog 14,0 g. Die Neuguinea-Flachkopf-Beutelmaus ist damit das kleinste Beuteltier auf Neuguinea. Wie bei allen Flachkopfbeutelmäusen ist der Kopf relativ flach. Das Fell ist kurz und glatt. Von allen anderen neuguineischen Raubbeutlern kann die Neuguinea-Flachkopfbeutelmaus aufgrund ihrer Kleinheit und dem Fehlen von dunklen Streifen auf dem Rücken gut unterschieden werden.

## Lebensraum und Lebensweise
Die Neuguinea-Flachkopfbeutelmaus lebt in Savannen und Grasland mit tropischem Klima von Meeresspiegelhöhe bis zu einer Höhe von 250 Metern. Über die Lebensweise ist bisher nicht genaueres bekannt. In Gefangenschaft gehaltene Tiere fraßen schmale Rindfleischstreifen, Käfer und Zikaden. Weibchen mit halbwüchsigen Jungtieren wurden im September am Ende der Trockenzeit in der Nähe von Port Moresby gesehen.

## Gefährdung
Die IUCN stuft die Neuguinea-Flachkopf-Beutelmaus als ungefährdet (Least Concern) ein. Eine mögliche Gefährdung liegt in der Ausdehnung landwirtschaftlich genutzter Flächen durch den Menschen. Die Tiere werden von Hauskatzen und Hunden erbeutet.